# Landelin d'Ettenheimmünster
Landelin, aussi Landolin, (mort vers 640 près d'Ettenheimmünster) est un moine missionnaire chrétien.

## Biographie
Landelin, un moine irlandais, est l'un des premiers missionnaires chrétiens au début du VIIe siècle dans l'Ortenau.
Selon la tradition, il aurait été assassiné par un chasseur païen. À la mort de son martyr, cinq sources auraient jailli.
Dans les environs de sa tombe (aujourd'hui sous le maître-autel de l'église de Münchweier), un petit village monastique est construit au fil du temps, que l'évêque de Strasbourg Widegern (de) appelle vers 728 une "cella monachorum". Le successeur de Widegern, Heddo (de), confirme la fondation de son prédécesseur, place l'abbaye dans l'ordre de Saint-Benoît et fait bâtir en 763 un nouveau monastère là où Landelin avait vécu comme un ermite et est mort en martyr. Le monastère est doté de biens, dont des vignes, situés à Rouffach, en Alsace. Par la suite, ces biens sont appelés le praedium sancti Landelini, le bien Saint Landelin. Il existe toujours aujourd'hui à Rouffach un vignoble nommé Clos Saint Landelin, en référence à ce bien Saint Landelin.
À partir du XIe siècle, dans le diocèse de Strasbourg, auquel appartient Ettenheimmünster, on témoigne un culte local à Landelin. Il est considéré comme un protecteur des maladies des yeux. C'est pourquoi de nombreux pèlerins se mouillent encore les yeux avec l'eau de la source.
La fête du saint est le 21 septembre (dans l'archidiocèse de Fribourg-en-Brisgau le 22 septembre). Lors de la procession, on présente un reliquaire d'un buste en argent du saint datant de 1506. Il est conservé à l'église Saint-Landelin à Ettenheimmünster.

## Liens
- Notice dans un dictionnaire ou une encyclopédie généraliste :   - Deutsche Biographie
- Notices d'autorité :   - VIAF
  - GND